# Beatriz da Silva
Beatriz da Silva, född 1426 i Campo Maior, Portugal, död 17 augusti 1492 i Toledo, Spanien, var en portugisisk romersk-katolsk jungfru, nunna och mystiker samt grundare av Orden de la Inmaculada Concepción. Hon vördas som helgon inom Romersk-katolska kyrkan, med minnesdag den 17 augusti. 

### Webbkällor
- Flocchini, Emilia. ”Santa Beatrice de Silva Meneses, vergine e fondatrice” (på italienska). Santi e Beati. Arkiverad från originalet den 20 februari 2021. https://archive.md/8RwAM. Läst 20 februari 2021.
- ”Saint Beatrice da Silva Meneses” (på engelska). CatholicSaints.Info. Arkiverad från originalet den 20 februari 2021. https://archive.md/w9sU5. Läst 20 februari 2021.